# Lymfom
Lymfom är en grupp av blodcellstumörer som utvecklas från lymfocyter. Namnet används ibland för att hänvisa endast till olika sorters cancer istället för alla tumörer. Symptom kan vara bland annat: förstorade lymfknutor som i allmänhet inte smärtar, feber, svettningar, klåda, viktminskning och trötthetskänsla. Svettningarna förekommer vanligast nattetid.
De två huvudtyperna är Hodgkins lymfom (HL) och icke-Hodgkin lymfom (NHL), de inkluderas i kategorin av Världshälsoorganisationen (WHO). Icke-Hodgkin lymfom utgör kring 90% av fallen och delas upp i ett stort antal subtyper. Lymfom är en del av en bredare grupp av tumörer som kallas tumörer i blod och lymfatisk vävnad.
Riskfaktorer för HL innefattar: infektion med Epstein–Barr-virus och att man har andra familjemedlemmar med sjukdomen. Riskfaktorer för NHL är: autoimmuna sjukdomar, HIV/AIDS, infektion med humant T-lymphotropic virus, stort kött och fettintag, immunhämmande läkemedel och vissa bekämpningsmedel. Lymfom diagnostiseras oftast via blod-, urin -, eller benmärgsprov. Biopsi av lymfkörtlar kan också vara till nytta för diagnostiken. Medicinsk avbildning kan sedan göras för att fastställa om och var cancern har spridit sig. Spridning eller metastas kan ske till många av kroppens organ, inklusive lungorna, levern och hjärnan.
Behandlingen kan innebära en kombination av cytostatika, strålbehandling, riktad terapi, Immunterapi och kirurgi. NHL riskererar att göra blodet så tjockt med protein att plasmaferes kan behövas. Aktiv exspektans kan vara lämpligt för vissa typer av lymfom. Vissa typer av lymfom kan botas. Den sammanlagda femårsöverlevnaden i USA för HL är 85%, medan NHL har en femårsöverlevnad på 69%. År 2012 utvecklade över hela världen 566 000 personer lymfom, vilket orsakade 305,000 dödsfall. Lymfom utgör 3-4% av alla cancerfall, vilket gör dem som grupp den sjunde vanligaste cancerformen. Hos barn är lymfom den tredje vanligaste cancerformen. Lymfom förekommer oftare i den utvecklade världen än i utvecklingsländer.

## Klassifikation

### Working formulation (1982)
- Hodgkins sjukdom
- Alla andra lymfom samlas i en grupp och kallas Non-Hodgkins lymfom (NHL)

Denna indelning blev populär men är ganska oanvändbar och används allt mindre särskilt sedan modernare definitioner tillkommit.

### REAL (1990-talet)
Revised European-American Lymphoma (REAL) Classification Tillämpar immunofenotypiska och genetiska uttryck för att klassificera lymfomen.

### WHO (2008)
Detta klassifikationssystem försöker gruppera lymfomen efter celltyp (dvs den celltyp som mest liknar tumörer) och definiera fenotypiska, molekylära och cytogena karaktäristika. WHO:s tumörklassifikation bygger till stor del på REAL. De tre huvudgrupperna är B-cellslymfom, T-cellslymfom och NK-cellslymfom.

## Symptom
När finns anledning att misstänka lymfom?
- Förstorade lymfkörtlar (lymfadenopati) inkl. förstorade tonsiller
- Förstorad mjälte (splenomegali)
- Feber av okänt ursprung
- Nattliga svettningar
- Andfåddhet (dyspné)
- Trötthet (fatigue)
- Klåda (pruritus)
- Viktnedgång

## Epidemiologi

Åldersstandardiserad dödlighet i lymfom och multipla myelom per 100 000 invånare år 2004.
ingen data
mindre än 1.8
1.8-3.6
3.6-5.4
5.4-7.2
7.2-9
9-10.8
10.8-12.6
12.6-14.4
14.4-16.2
16.2-18
18-19.8
mer än 19.8

Lymfom är den vanligaste blodcancerformen i västvärlden.
Tillsammans utgör lymfom 5,3 % av all cancer i USA och 55,6 % av all blodcancer.
Hodgkin's lymfom utgör cirka 0,5 procent av all cancer i USA.
Eftersom blodsystemet är en del av kroppens immunförsvar så har patienter med ett nedsatt immunförsvar som vid HIV eller särskilda mediciner (exempelvis metotrexat) en högre incidens av lymfom.